# أليس فرنتش
أليس فرنتش (بالإنجليزية: Alice French) (19 مارس 1850 في الولايات المتحدة - 9 يناير 1934، دافنبورت في الولايات المتحدة)؛ كاتِبة وروائية أمريكية.